# Calanques de Marsella
Les calanques de Marsella o el Massís de Calanques és un terreny salvatge i abrupte que s'estén des del districte novè de Marsella (barris de Madrague de Montredon i Les Goudes, i entre cap Croisette i cap a l'est cap a Cassis, ocupant 20 km de llarg i 4 km d'amplada al llarg de la costa. El seu cim més alt és Mont Puget a 565m.
El mot calanca (de l'occità   calanco ) indica una vall excavada per un riu, després recuperada pel mar.
Les calanques es beneficien de la protecció del parc nacional de Calanques creat l'abril de 2012 i és el primer parc nacional periurbà d'Europa i el 3r del món. Per la repoblació de les aigües, es prohibeix la pesca de certes zones del parc per servir de vivers naturals.
Els innombrables fòssils incrustats a la pedra calcària testimonien una història que va començar, fa més de cent milions d'anys, amb l'acumulació de sediments al fons del mar, després d'un aixecament a l' era terciària, era de la formació dels Alps. L'erosió va accentuar les fractures, per donar lloc al relleu turmentat que observem avui dia. La cova Cosquer situada al massís, sota l'aigua, testimonia la durada de l'ocupació del lloc per part dels homes.

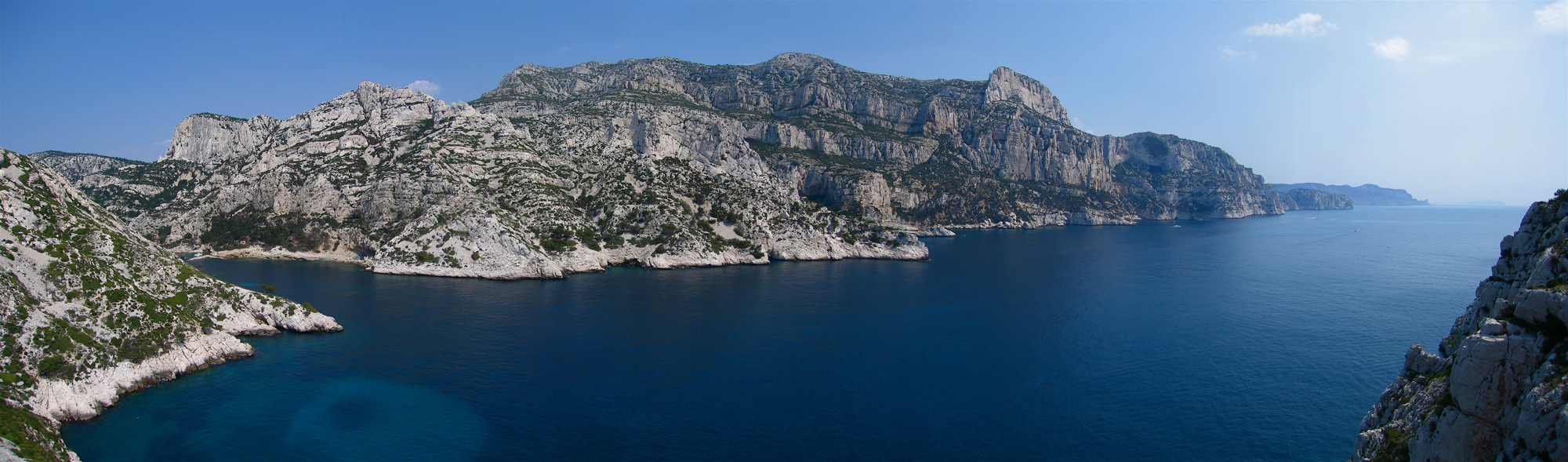
Panorama entre la Calanca de Morgiou i la Calanca de Sugiton